# Zduhač znači avantura (2011.)
Zduhač znači avantura (srp. Здухач значи авантура) je srpski film iz 2011. godine. Režirao ga je Milorad Milinković. Film je svoju premijeru imao 5. travnja 2011. godine.

## Radnja
Glavni junaci su srednjoškolci koji provode nezaboravan raspust pun avantura, na putu ka velikom rock festivalu. Producent (Marko Živić) i redatelj (Nikola Kojo) snimaju reklame u ekstremnim situacijama s Marijom (Jelisaveta Orašanin) i Sindi (Katarina Ilić). A "Zduhač" (Nikola Pejaković), postaje suputnik junaka filma Uroša (Vujadin Milošević) i Nenada (Zlatan Vidović) "osvježenih" sokom od kleke. Zamjena identiteta, s novom rep zvijezdom G Spot Tornado (Srđan Todorović) dovodi do novog urnebesnog zapleta.